# هينريتش كيتل
هينريتش كيتل (بالألمانية: Heinrich Kittel)‏ هو جندي ألماني، ولد في 31 أكتوبر 1892 في غيرولتسهوفن في ألمانيا، وتوفي في 5 مارس 1969 في آنسباخ في ألمانيا.